# Spurstow
Spurstow är en ort och civil parish i Storbritannien.   Den ligger i kommunen Cheshire East i riksdelen England, i den södra delen av landet, 250 km nordväst om huvudstaden London. Spurstow ligger 77 meter över havet och antalet invånare är 394.
Terrängen runt Spurstow är platt. Runt Spurstow är det tätbefolkat, med 266 invånare per kvadratkilometer. Närmaste större samhälle är Chester, 17,8 km nordväst om Spurstow. Trakten runt Spurstow består i huvudsak av gräsmarker.